# Tiroler Landesrechnungshof
Der Tiroler Landesrechnungshof (LRH Tirol) ist ein Kontrollorgan des Tiroler Landtages. Der Tiroler Landesrechnungshof wurde am 1. März 2003 als Nachfolger des Landeskontrollamtes gegründet.

## Aufgaben
Der Tiroler Landesrechnungshof prüft die Gebarung, also die finanziell wirksame Haushaltsführung, des Landes Tirol sowie der Tiroler Gemeinden unter 10.000 Einwohnern. Stiftungen, Fonds und Anstalten, die von Landes- oder Gemeindeorganen verwaltet werden sowie Unternehmen die vom Land oder den Gemeinden beherrscht werden, fallen ebenfalls in seine Prüfzuständigkeit.
Der Landesrechnungshof führt die Prüfungen grundsätzlich auf eigene Initiative (Initiativprüfung) durch. Auf Verlangen des Tiroler Landtages hat er jedoch Sonderprüfungen durchzuführen.
Alle Berichte des Tiroler Landesrechnungshofes werden auf der Homepage des Landesrechnungshofes veröffentlicht.

## Organisation
Der Tiroler Landesrechnungshof wird vom Direktor geleitet. Er wird vom Tiroler Landtag auf 12 Jahre gewählt. Seit 1. Juli 2023 ist Monika Aichholzer-Wurzer die Direktorin des Tiroler Landesrechnungshofes.
Der Tiroler Landesrechnungshof hatte per Jänner 2025 14 Mitarbeiterinnen und Mitarbeiter.
Seit dem Jahr 2005 ist der Tiroler Landesrechnungshof Mitglied bei EURORAI, der Europäischen Organisation der regionalen externen Institutionen zur Kontrolle des öffentlichen Finanzwesens.